# Cali Cartel
Cartel Cali (tiếng Tây Ban Nha: Cartel de Cali) là một băng đảng ma túy có trụ sở ở miền nam Colombia, xung quanh thành phố Cali và Cục Valle del Cauca. Những người sáng lập của cartel này là anh em Gilberto Rodríguez Orejuela và Miguel Rodríguez Orejuela và Jose Santacruz Londoño. Họ đã ly khai khỏi Pablo Escobar và các cộng sự Medellín của Escobar vào cuối những năm 1980, khi Hélmer Herrera tham gia vào một ban điều hành gồm bốn người điều hành cartel.
Với mối liên hệ với lính đánh thuê người Anh và Israel, đồng minh giữa các quốc gia, vô số gián điệp và người cung cấp thông tin trong chính phủ, và mạng lưới tình báo và giám sát rộng lớn của nó trên khắp thành phố Santiago de Cali, cartel này từng nổi tiếng và được DEA so sánh với KGB.
Ở đỉnh cao của triều đại Cali Cartel, họ được trích dẫn là kiểm soát hơn 90% thị trường cocaine của thế giới và được cho là tổ chức trực tiếp chịu trách nhiệm cho sự phát triển của thị trường cocaine ở châu Âu, kiểm soát 90% thị trường ở đó. Vào giữa những năm 1990, đế chế buôn bán của Cali Cartel là một doanh nghiệp trị giá hàng tỷ đô la.